# Prostatektomi

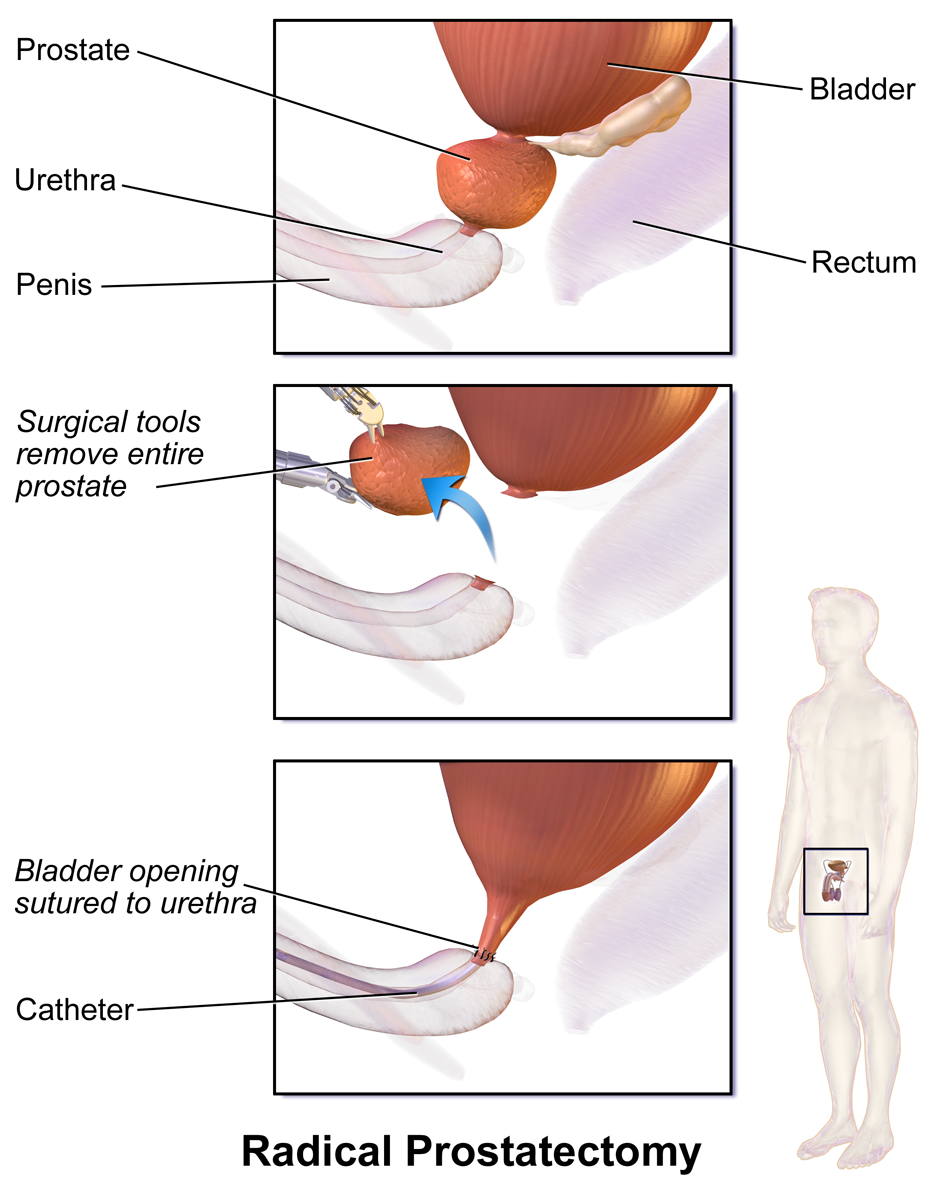
Beskrivning av hur prostatektomi genomförs.

Prostatektomi innebär att prostatan avlägsnas på kirurgisk väg, medan radikal prostatektomi är det medicinska begreppet för att prostatan opereras bort vid prostatacancer. Detta sker vanligtvis med hjälp av laparoskopi (titthålsteknik) och robotassistans, men kan också göras genom en så kallad öppen operation där ett snitt läggs i nedre delen av magen. Detta ingrepp sker för att cancern inte ska kunna sprida sig från prostatan till andra delar av kroppen, samt för att inte tumören ska växa sig större och ge problem vid urinering.
Patienten sövs före operationen och under ingreppet tas såväl prostatan som sädesblåsorna bort. Operationen tar cirka 1–2 timmar om den sker via ett snitt i magens nedre del och något längre tid om den genomförs med hjälp av titthålskirurgi. Ingreppet är förenat med vissa risker, bland annat impotens och urinläckage.

## Impotens efter prostatektomi
Forskning visar att de flesta män som genomgår en så kallad nervsparande prostatektomi, och har drabbats av impotens till följd av denna, inom ett år från operationstillfället upplever en signifikant förbättring av sitt tillstånd. Cirka 40-50 procent av alla män i denna patientgrupp får tillbaka sin tidigare erektionsförmåga inom ett år. Vad gäller radikal prostatektomi, är risken för impotens fortfarande stor vid denna typ av operation. Enligt en studie utförd av amerikanska forskare visar att ungefär 60 procent av de patienter som genomgår en radikal prostatektomi drabbas av impotens under åtminstone 18 månader från operationstillfället. Efter ytterligare 6 månader hade andelen män med potensproblem sjunkit till 41,9 procent. Män som genomgår en icke-nervsparande prostatektomi löper höger risk än vid en nervsparande sådan. Vid en icke-nervsparande prostatektomi är impotens en vanligare biverkning och även utsikterna för en återhämtning av den erektila funktionen är mer dyster.